# Saint-Jean-de-Touslas
Saint-Jean-de-Touslas ist eine Commune déléguée in der französischen Gemeinde Beauvallon mit 951 Einwohnern (Stand: 1. Januar 2022) im Département Rhône in der Region Auvergne-Rhône-Alpes.
Zum 1. Januar 2018 wurde Saint-Jean-de-Touslas mit den Gemeinden Saint-Andéol-le-Château und Chassagny zur Gemeinde (Commune nouvelle) Beauvallon vereinigt. Sie hat seither den Status einer Commune déléguée. Die Gemeinde Saint-Jean-de-Touslas gehörte zum Arrondissement Lyon und war Teil des Kantons Mornant (bis 2015: Kanton Givors).

## Geographie
Saint-Jean-de-Touslas liegt etwa 24 Kilometer südwestlich von Lyon. Umgeben wird Saint-Jean-de-Touslas von den Nachbarortschaften Saint-Andéol-le-Château im Norden und Nordosten, Saint-Romain-en-Gier im Osten und Südosten, Dargoire und Tartaras im Süden sowie Chabanière mit der Commune deleguée Saint-Maurice-sur-Dargoire im Westen.

## Bevölkerungsentwicklung
| Jahr                      | 1962 | 1968 | 1975 | 1982 | 1990 | 1999 | 2006 | 2012 |
| ------------------------- | ---- | ---- | ---- | ---- | ---- | ---- | ---- | ---- |
| Einwohner                 | 280  | 294  | 341  | 517  | 549  | 616  | 656  | 832  |
| Quelle: Cassini und INSEE |      |      |      |      |      |      |      |      |